# Stayneria
Stayneria (лат.) — монотипный род суккулентных растений семейства Аизовые (Aizoaceae), подсемейства Ruschioideae, произрастающий на территории Капской провинции Южно-Африканской Республики. На 2023 год, включает один вид — Stayneria neilii.

## Название
Родовое латинское (научное) название Stayneria дано в честь Фрэнка Стейнера (Frank J. Stayner, 1907—1981), который был садоводом и куратором «Национального ботанического сада Пустыни Кару» (Karoo Desert National Botanical Garden) в Вустере в период с 1959 по 1969 годы. Видовой эпитет neilii дан в честь южноафриканского фермера и владельца питомника г-на Нила (Neil), жившего в 20-м веке.
В отсутствие русскоязычного названия рода в авторитетных источниках, возможным вариантом названия на русском языке является «Стейнерия Нила».

## Ботаническое описание
Stayneria neilii — кустарник, вырастающий до 80 см в высоту, с прямыми и крепкими стеблями, на которых сохраняются затвердевшие остатки старых листьев и междоузлиями длиной 30-40 мм. Листья супротивные, сросшиеся у основания, трёхгранные, линейно-ланцетные, с острым килем, +/- 70 × 8 мм. Эпидермис листьев выпуклый, а устьица вдавленные.
Цветки в группе по 3-7 на коротких цветоносах и имеют прицветник. Чашелистиков может быть 5 или 6 и они примерно одинакового размера. Лепестки располагаются в 1 или 2 ряда и белого цвета. Тычинки снабжены множеством стаминодий. Завязь немного выпукла сверху, плаценты находятся в верхней части плода, рыльца их (6)7 или 8(9) и имеют узко шиловидную форму. Плод представляет собой коробочку с (6)7 или 8(9) гнёздами, которая обратно коническая и шаровидная. Особенностью этого вида является то, что створки плода срастаются у его основания, поэтому они открываются только частично, оставаясь открытыми. Кили расширяются и сближаются у основания, не имея крыльев, а покровные оболочки хорошо развиты. Семена яйцевидные, +/- 1 мм длиной, коричневые.

## Распространение и экология
Этот вид является эндемиком долины реки Бриде (Breede River Valley) в Западно-Капской провинции, простирающейся от Вустера до МакГрегора. Его природное место обитания — Суккулентное Кару, где он произрастает на кислой кварцитовой песчаниковой почве среди камней и высокой кустарниковой растительности. Несмотря на свою высоту, он часто остается незамеченным. Количество осадков в этом регионе в основном ограничивается зимними дождями и составляет 200—300 мм в год.
Цветки растения раскрываются днём и, в основном, опыляются насекомыми, такими как жуки, пчелы и осы. Плодовые коробочки обладают створками, которые открываются при попадании влаги, разбрасывая семена на небольшие расстояния от родительского растения. После открытия, коробочки остаются открытыми.

## Таксономия
Stayneria L.Bolus, первое упоминание в J. S. African Bot. 27: 47. (1960).

### Виды
Согласно данным сайта WFO Plantlist на июнь 2023 года, род состоит из 1 вида:
- Stayneria neilii (L.Bolus) L.Bolus